# Franz Innerhofer
Franz Innerhofer (Salzburg, Krimml, 1944. május 2. – Stájerország, Graz, kb. 2002. január 19.) osztrák író.

## Életrajz
Franz Innerhofer gyermekkorában segédként dolgozott édesapja parasztgazdaságában, majd ezt követően kovácsnak tanult. Később német és angol szakon tanult a Salzburgi egyetemen.
1973-tól szabadfoglalkozású íróként dolgozott, előbb az olaszországi Orvietóban, majd a svájci Arniban. 1980-tól kezdve Grazban könyvkereskedő volt.
Rögtön első regénye, az önéletrajzi ihletésű Schöne Tage (1974) egy csapásra ismertté tette. Innerhofer a könyvben nehéz gyermekkorát próbálja meg feldolgozni. A művet két további regény, a Schattseite és a Die großen Wörter című egészítette ki trilógiává. A kritikusok azonnal felfigyeltek Innerhoferre, dicsérték pontos megfigyeléseit, gyermekkori visszaemlékezéseit, a parasztvilág részletes leírását. Ám amilyen gyorsan felkapták őt, olyan gyorsan feledésbe is merült.
2002. január 22-én grazi lakásában holtan találtak rá az íróra, aki önkezűleg vetett véget életének. A rendőrség szerint Innerhofer minden bizonnyal már néhány nappal korábban elhunyt.

## Kitüntetések
- Sandoz-Preis für Literatur (Irodalmi Sandoz-díj, 1974)
- Rauriser Literaturpreis (Raurisi irodalmi díj, 1975)
- Literaturpreis der Stadt Bremen (Bréma városának irodalmi díja, 1975)
- Literaturpreis des Landes Steiermark (Stájerország tartományának irodalmi díja, 1993)
- Literaturpreis der Salzburger Wirtschaft (A Salzburger Wirtschaft irodalmi díja, 1993)

## Művei
- Schöne Tage, 1974
- Schattseite, 1975
- Die großen Wörter, 1977
- Egy induló munkanap belnézete (Innenansichten eines beginnenden Arbeitstages), 1977
- Orvieto (hangjáték), 1979
- Der Emporkömmling, 1982
- Out of Arnfels, 1983
- Orvieto (dráma), 1990
- Scheibtruhe (dráma), 1992
- Um die Wette leben, 1993
- Der Flickschuster, 2004 (posztumusz)